# (35947) 1999 KT5
1999 KT5 (asteroide 35947) é um asteroide da cintura principal. Possui uma excentricidade de 0.10227020 e uma inclinação de 14.69985º.
Este asteroide foi descoberto no dia 16 de maio de 1999 por Spacewatch em Kitt Peak.